# ألكسندر الأول (بابا)
ألكسندر الأول هو بابا الكنيسة الكاثوليكية وقديس وفق المعتقدات المسيحية، كما أنه سادس من شغل منصب البابا وفق قائمة بابوات الكنيسة الكاثوليكية الرسميّة، تولى أسقفية روما بين عامي 106 و117 وربما حتى 115، يعتقد البعض من المؤرخين والنقاد أنه قد قتل خلال الاضطهادات الرومانية غير أنه ما من وثيقة تاريخية تثبت ذلك.
وفقًا للدليل البابوي فإن البابا القديس إلكسندر الأول، هو أول من وضع رواية العشاء الأخير في القداس الكاثوليكي، ومع ذلك فيما كتب عنه ضمن الموسوعة الكاثوليكية عام 1907 قال محرروها أنّ هذا التقليد المدرج ضمن الدليل البابوي قد لا يكون دقيقًا، خصوصًا أن أقدم الوثائق التي تشير إلى ذلك يعود للقرن الخامس وليس لفترة قريبة أو معاصرة من حبرية البابا. كذلك يعتقد أن البابا ألكسندر قد أدخل عادة استخدام المياه المباركة، المكونة من مياه نقيّة بعد صلاة عليها، ورشها في منازل المسيحيين، وذلك لطرد "الأرواح الشريرة"، وذلك تطويرًا لفكرة المياه المضافة إلى النبيذ خلال القداس الإلهي، ومن الوارد أن يكون هذا التقليد بدوره غير صحيح وإنما من التقاليد اللاحقة. ومع ذلك، فمن الممكن التأكيد، أن البابا سواءً بقيادته المفردة أو كقيادة مجتمعة في روما قد لعب دورًا هامًا في إدارة الكنيسة وتطوير التقاليد الطقسية والإدراية في الكنيسة الكاثوليكية. ينسب إلى هذا البابا معجزة إنقاذ 1500 مسيحي خلال فترة الاضطهادات الرومانية، وذلك بوسائل خارقة، وبحسب التقليد أيضًا فإن القديس كويرينوس من مدينة نيس (حاليًا في فرنسا) كان من ضمن المنقذين، وينقل التقليد أيضًا أن البابا قد تراءى له يسوع طفلاً، وفي بعض الطبعات من كتاب القداس الروماني يذكر أن الاحتفال بذكرى البابا هي في 3 مايو، رغم ذلك لا يمكن تأكيد هذا الرأي، إذ إن كتاب القداس الصادر عن مجمع ترانت خلال عهد بيوس الخامس عام 1570، يذكر ألكسندر الشهيد دون أن يشير إليه أنه البابا، ولذلك فقد تمّ إزالة صفة الشهيد عنه في طبعة التقويم التي صدرت عام 1960 والتي صدرت خلال عهد البابا يوحنا الثالث والعشرون.
ونقل التقليد أيضًا، أن رفاته قد نقلت من روما إلى فريسنج في جنوب ألمانيا عام 834.